# Georges Rouma
George Rouma (Bruselas, 1881 - 1976) fue un pedagogo Belga.

## Reseña biográfica
Nació en la ciudad de Bruselas, Bélgica en 1881.
Estudió Ciencias Antropológicas y en 1909 obtiene el doctorado en Ciencias Sociales en la Universidad Libre de Bruselas con la tesis titulada "Encuesta escolar sobre los trastornos del lenguaje de los alumnos belgas". Ese año, una misión boliviana dirigida por Daniel Sánchez Bustamante y Felipe Segundo Guzmán, viajaron a través de Europa para aprender sobre los métodos pedagógicos utilizados en Alemania, Francia y los países escandinavos que podrían ser adaptados y adoptados en su país. Tomaron contacto con Georges Rouma y lo invitan a trabajar en Bolivia.
Rouma hizo grandes aportes a la educación en Bolivia, fundó la primera Escuela Normalista del país en el periodo de 1904 a 1917, donde tuvo como alumno a Elizardo Pérez, considerado el fundador de la educación campesina en Bolivia.
En 1928 a su regreso a Bolivia como representante comercial de Bélgica, fue contratado por las autoridades bolivianas para que realizar un diagnóstico del sistema educativo, el resultado de este trabajo es el "Informe del dr. Georges Rouma, director general de instrucción primaria, secundaria y normal".
La biblioteca de antigua "Escuela Normal de Profesores y Preceptores de la República" hoy Universidad Pedagógica Nacional "Mariscal Sucre" lleva su nombre.